# 236 г. пр.н.е.
236 (двета тридесет и шеста) година преди новата ера (пр.н.е.) е година от доюлианския (Помпилийски) римски календар.

## Събития

### В Римската република
- Консули са Публий Корнелий Лентул Кавдин и Гай Лициний Вар.
- Римски военни кампании в Корсика и Сардиния (236 – 231 г. пр.н.е.).[1]

### В Гърция
- Диоед е избран за стратег на Ахейския съюз.[2]
- Ахейците превземат Херея.[2]

### В Египет
- Птолемей III назначава Ератостен за глава на Александрийската библиотека.